# Виттенберг, Альфред
Альфред Виттенберг (нем. Alfred Wittenberg; 14 января 1880, Бреслау, Пруссия — 18 июля 1952, Шанхай) — немецкий скрипач и пианист еврейского происхождения.

## Биография
Музыкант-вундеркинд, Виттенберг уже в 10-летнем возрасте выступил с концертом, в ходе которого исполнил скрипичный концерт Мендельсона и фортепианный концерт Шопена. Учился у Йозефа Иоахима. В 1901 г. как скрипач выиграл премию Мендельсона на конкурсе германских консерваторий. Играл на скрипке в оркестре Берлинской оперы и в составе различных фортепианных трио: с Фредериком Ламондом и Иосифом Малкиным, с Антоном Эккингом и Артуром Шнабелем (а затем Кларенсом Адлером), с Генрихом Грюнфельдом и Морицем Майер-Маром. В 1921 г. у Виттенберга учился Йон Фернстрём. В 1930-е гг. жил и работал в Дрездене, выступал в составе трио с Вальтером Гольдманом и Паулем Блумфельдом.
Спасаясь от нацизма, в 1939 г. Виттенберг оказался в Шанхае и всю оставшуюся жизнь преподавал здесь; среди его учеников — известный китайский пианист Ли Минцян и другой беженец, австрийский скрипач Хайнц Грюнберг, ставший героем документального фильма «Бегство в Шанхай» (англ. Escape to Shanghai; 1999) режиссёра Чэнь Ифэя, рассказывающего о еврейской колонии в Шанхае 1930—1940-х гг. и о Виттенберге, в частности. В послевоенное время преподавал в восточном филиале Центральной музыкальной консерватории (ныне — Шанхайская консерватория).